# (36775) 2000 RQ101
2000 RQ101 (asteroide 36775) é um asteroide da cintura principal. Possui uma excentricidade de 0.11579140 e uma inclinação de 13.80830º.
Este asteroide foi descoberto no dia 5 de setembro de 2000 por LONEOS em Anderson Mesa.